# Mirožský klášter
Mirožský klášter (rusky Мирожский монастырь) je mužský pravoslavný klášter v ruském Pskově. Nachází se u ústí říčky Mirožky (odtud název) do řeky Velikaja.
Spaso-preobraženský chrám nacházející se v jeho areálu byl roku 2019 zapsán v rámci chrámů pskovské architektonické školy na seznam světového dědictví UNESCO.

## Historie
Přesné datum založení monastýru není známo. Badatelé se ovšem shodují na tom, že byl nejspíše založen novgorodským biskupem Nifontem někdy v 1. polovině 12. století.
Klášter byl jedním z důležitých kulturních center města - vedly se zde Pskovské letopisy (14. - 17. stol.), nacházela se zde knihovna, skriptorium a ikonopisná dílna. Až do sekularizačních reforem v 18. století byl klášter velmi bohatý a patřila k němu rozsáhlá panství.
Vzhledem k tomu, že se nacházel před hradbami Pskova, často se stával cílem útoku nepřátel, přicházejících ze západu. Takto jej například roku 1299 vypálili spolu se Snětogorským klášterem livonští rytíři, přičemž zabili představené obou klášterů. V roce 1581 využil klášterní zvonici Štěpán Báthory, který na ni dal při ostřelování Pskova umístit děla.
Po bolševické revoluci byl klášter zrušen a byla zde zřízena škola pro turistické průvodce. Klášterní život byl obnoven až v roce 1994, kdy pravoslavná církev dostala do pronájmu chrám svatého Štěpána, bratrské cely a dům představeného (od roku 2010 bezplatně). Mniši zde zřídili ikonopisnou školu. Spaso-preobraženský chrám a tzv. Malé cely ovšem zůstaly ve správě Pskovského muzea.

## Dochované objekty
- Spaso-preobraženský chrám s unikátními freskami (polovina 12. století)
- Dům představeného (16. století)
- Chrám svatého Štěpána (17. století)
- Bratské dům (18. století)
- Bratrské cely (17. století)
- 400 metrů klášterní zdi (poč. 19. století)
- Baňa (ruská sauna, poč. 19. století)

## Galerie

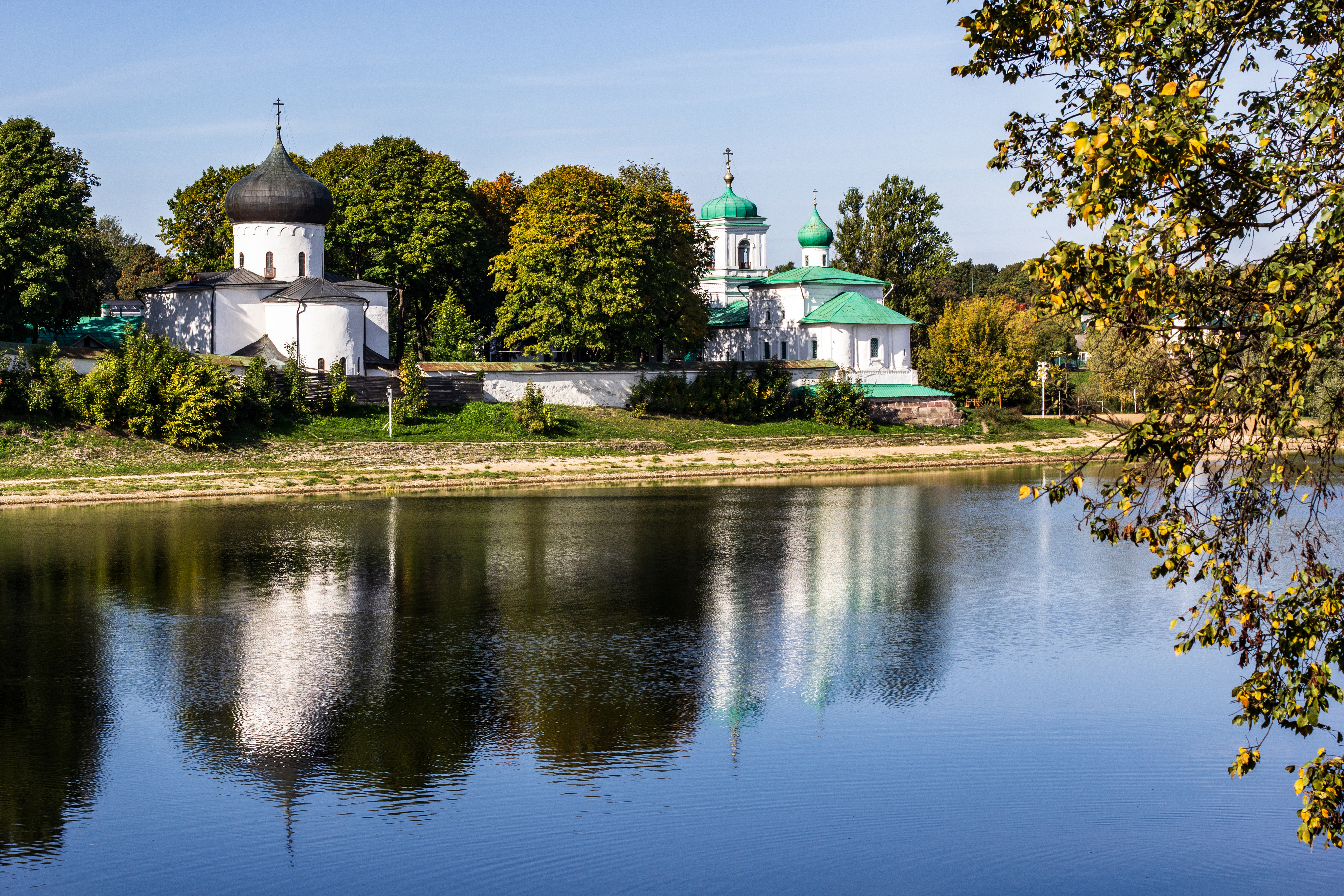
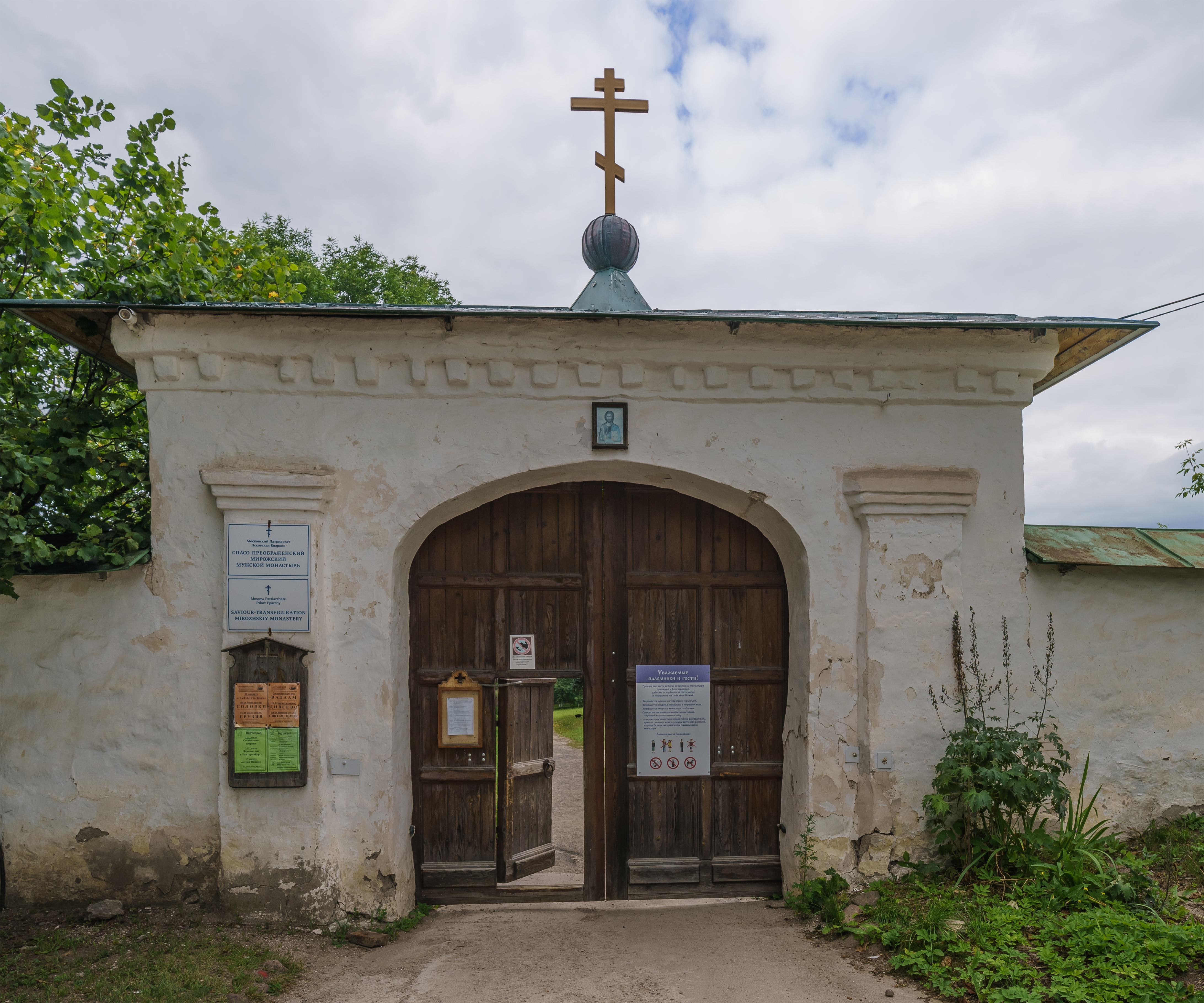
brána
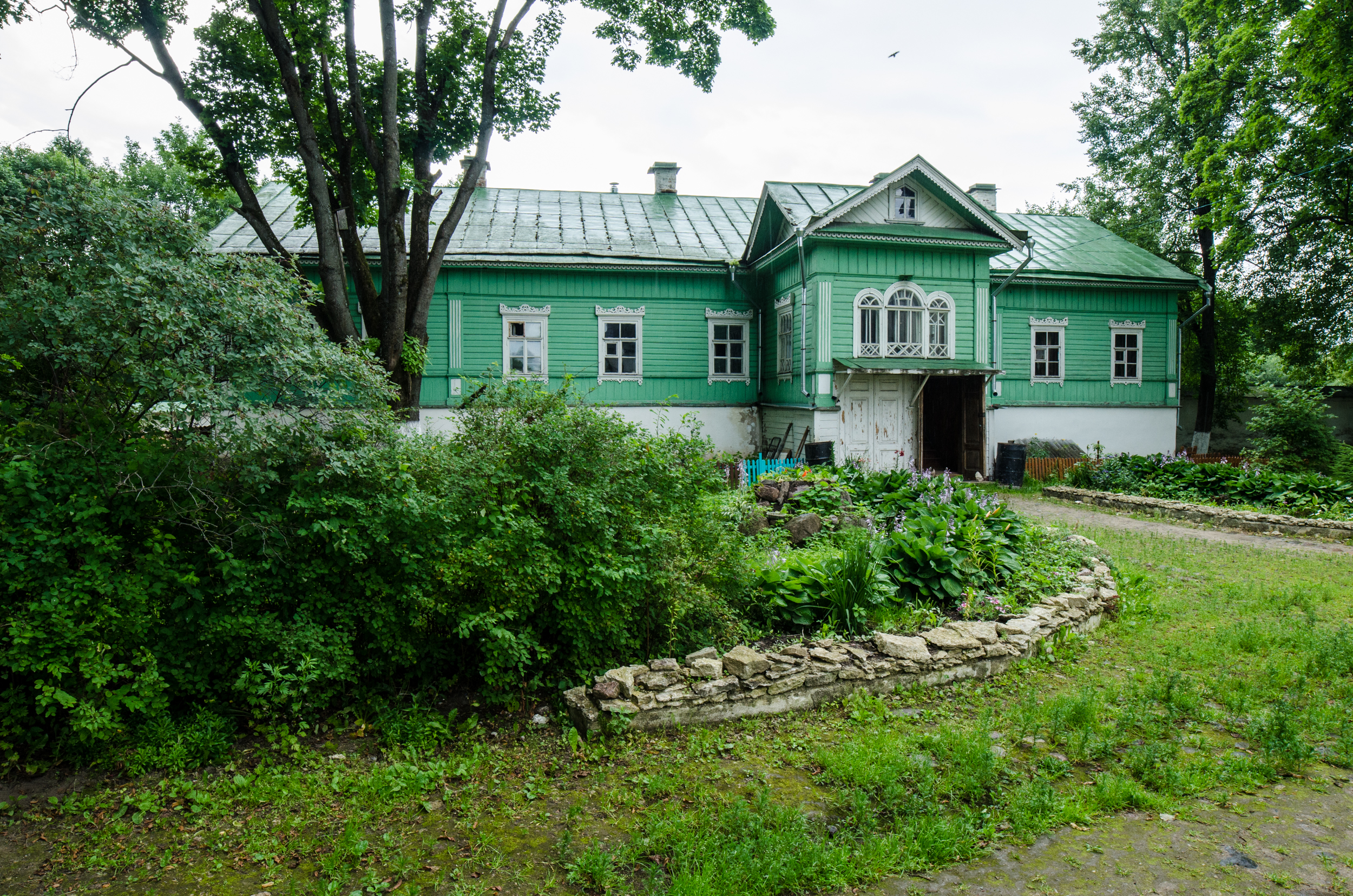
dům představeného
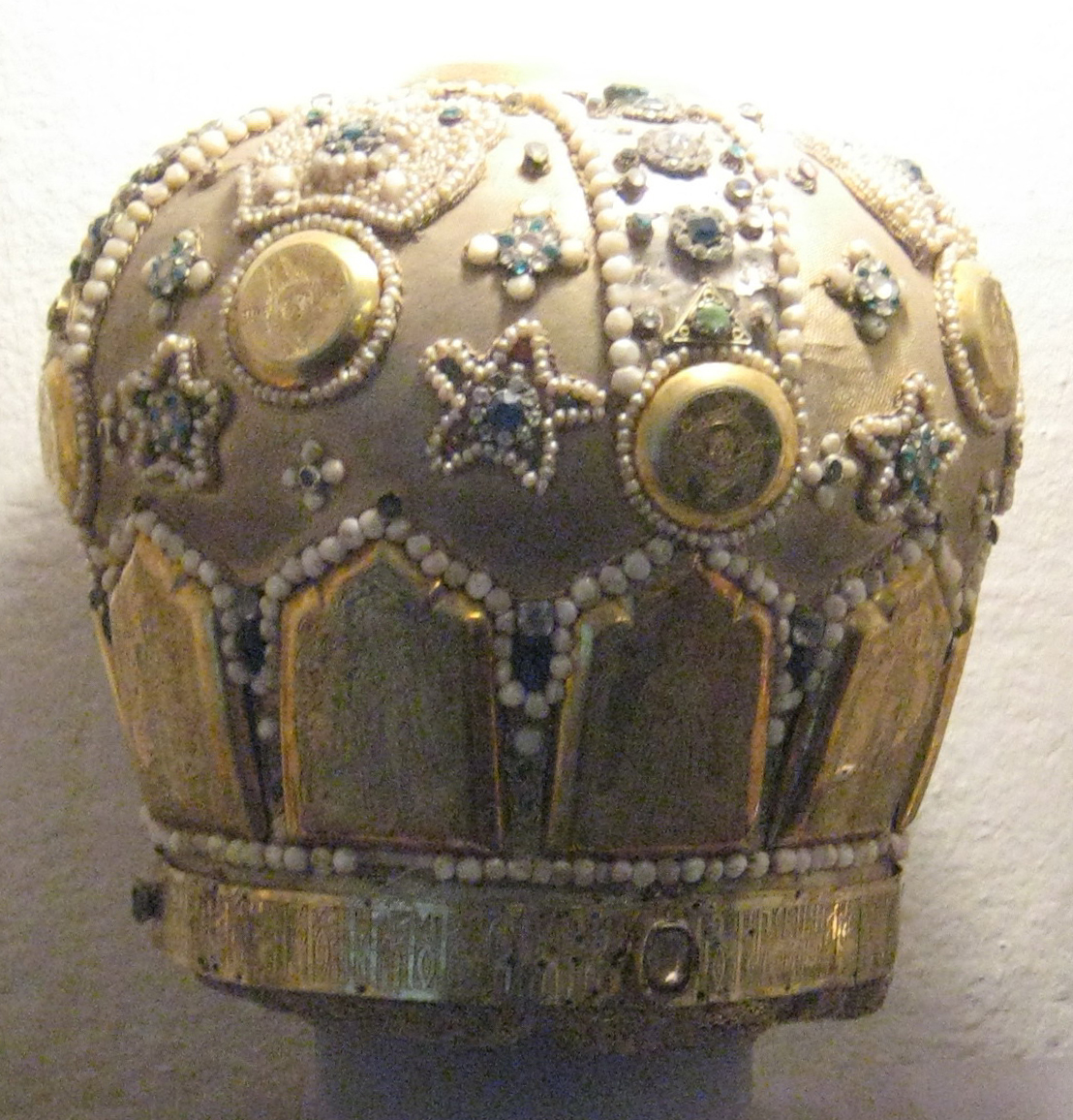
mitra představeného Mirožského kláštera, 1689
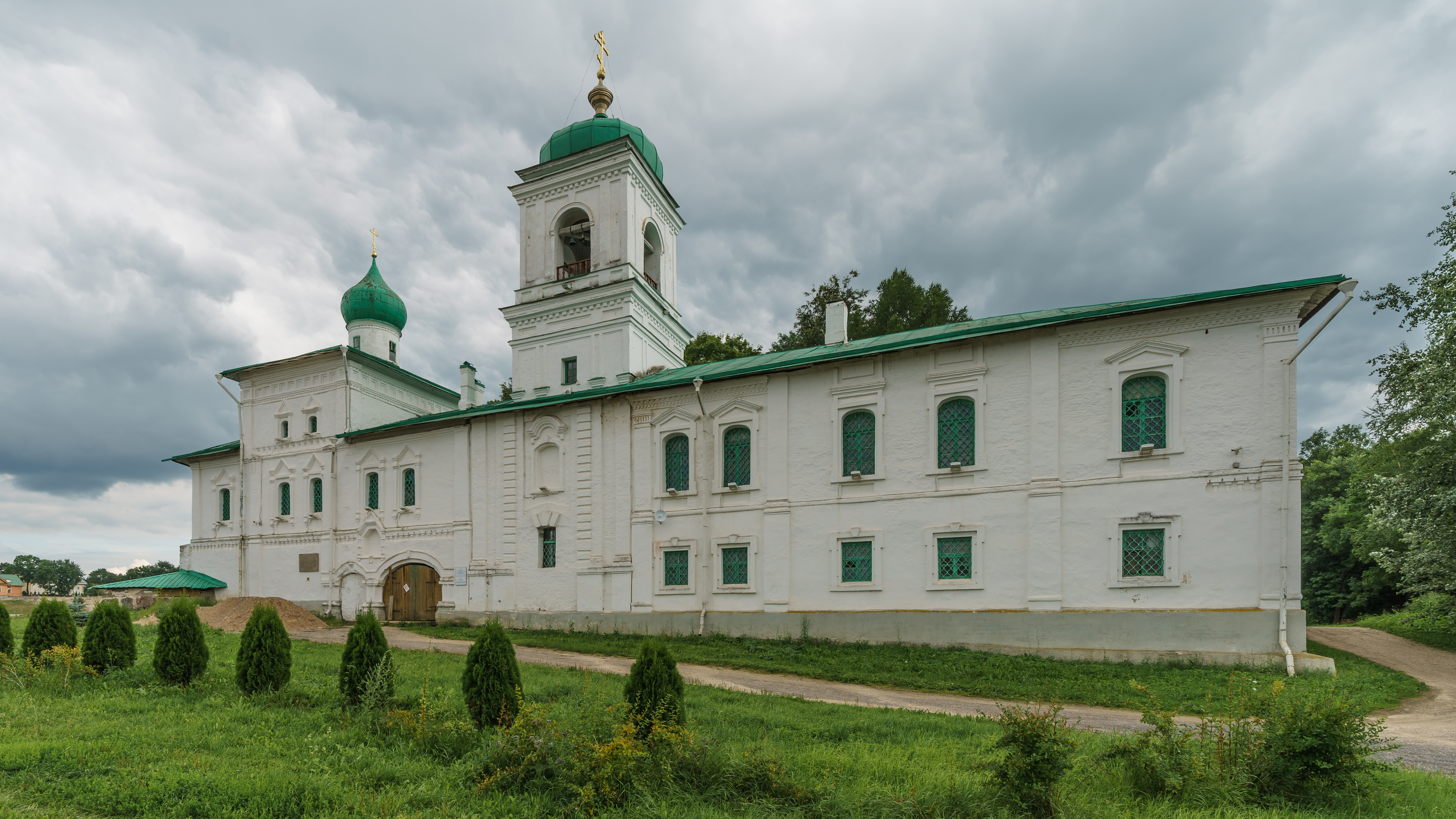
bratrský dům a chrám sv. Štěpána
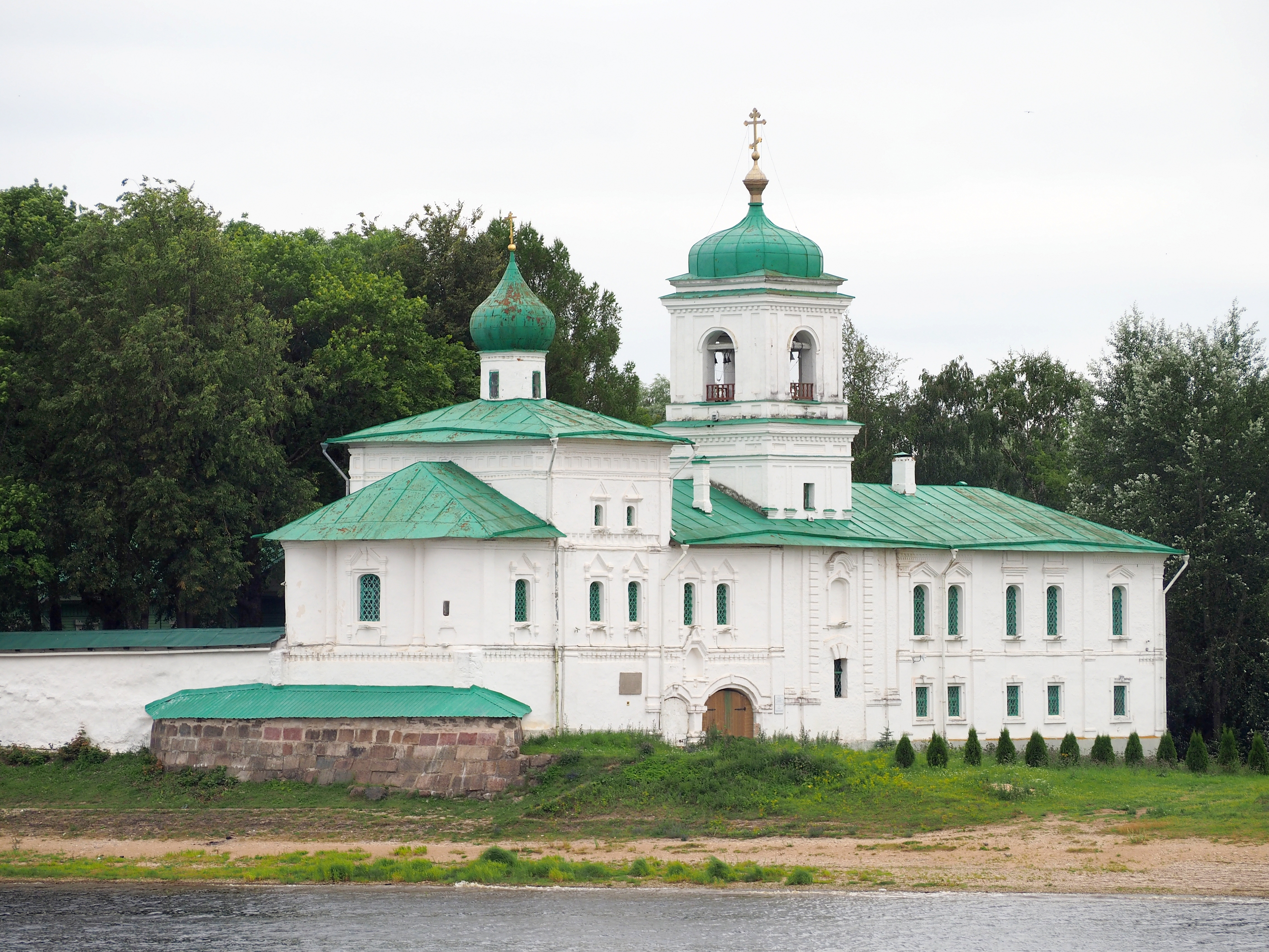
bratrský dům a chrám sv. Štěpána
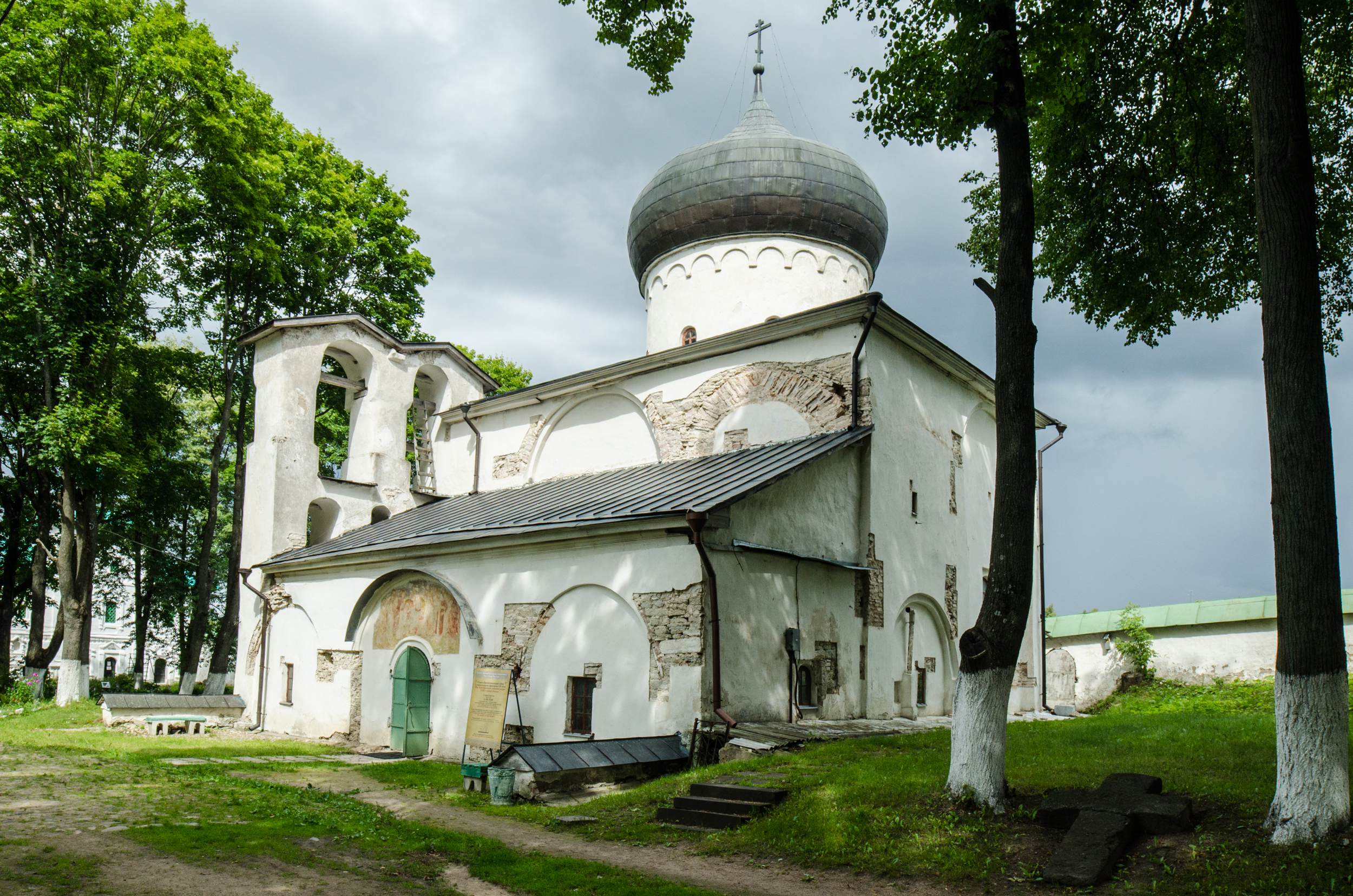
Spaso-preobraženský chrám
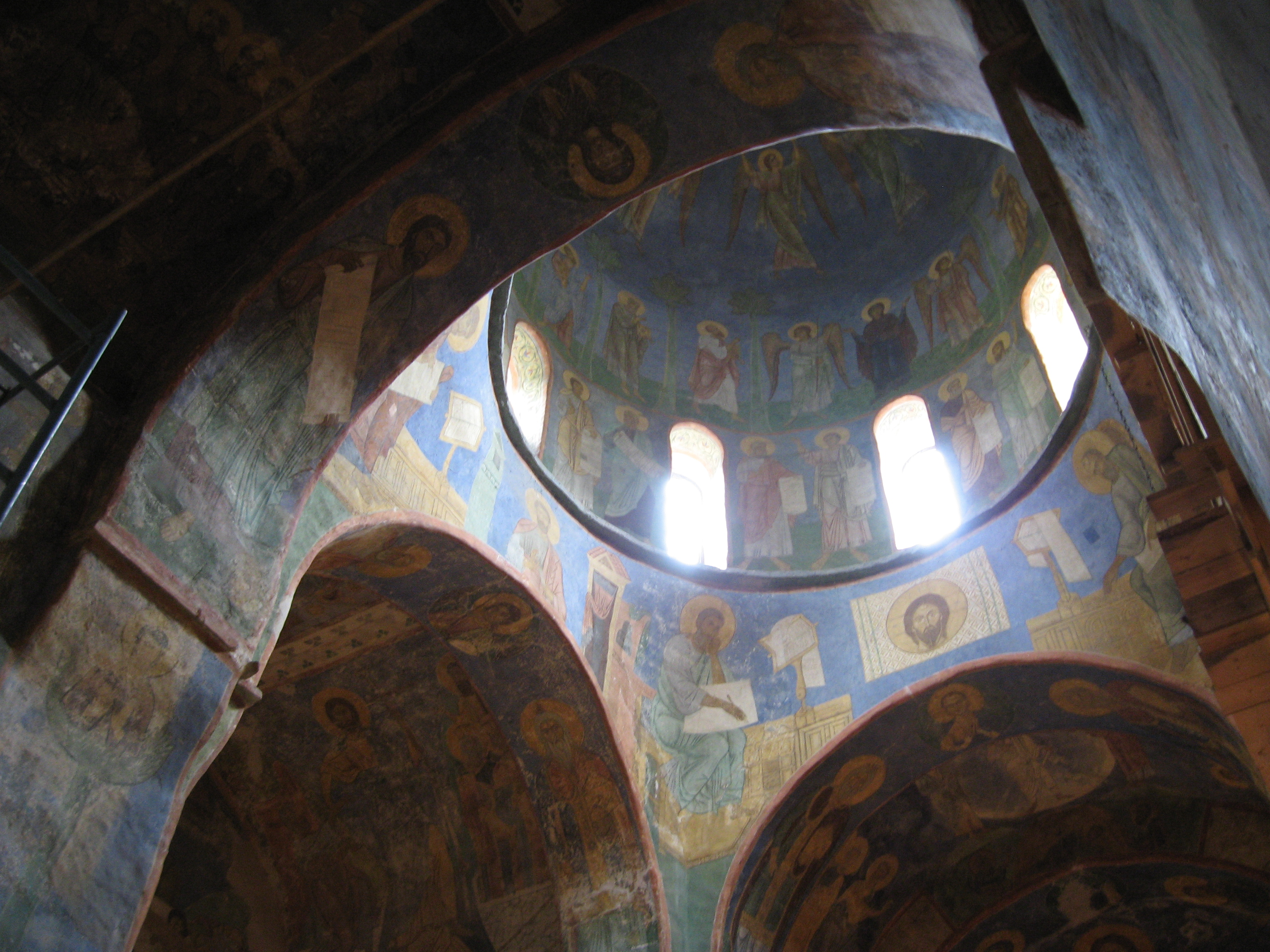
Interiér Spaso-preobraženského chrámu, fresky z 12. století